# قصيباء (بريدة)
قصيباء بلدة تقع شمال منطقة القصيم في السعودية.

## التسمية الحديثة والقديمة
لكثرة نبات القصب البَردي المعروف الذي يتواجد في المستنقعات والمياه الضحلة، فكلما سحبوا أهلها هذا النبات من الأرض يخرج عليهم الماء فكأنه مواسير أو قصبة الماء فقد صغرت كلمة القصب لتصبح قصيباء.
أما اسمها في الأصل في التاريخ القديم قو وأصل كلمة قو هي الأرض المنخفضة وهكذا قال أحد الباحثين الجيولوجيين: قصيباء كانت بُحَيرَة قبل ملايين السنين وهي الآن منخفض أرضي.
يقول الشاعر عنترة بن شداد:
ويقول الشاعر أمرؤ القيس:
ويقول الشاعر الحطيئة: 
ويقول الشاعر جرير:

## الموقع الجغرافي
تقع قصيباء في الجهة الشمالية من عاصمة منطقة القصيم وتبعد مسافة 72 كيلومترا على خط مستقيم بواسطة جهاز الملاحة أما بالسيارة فهي تبعد 100 كيلومتر عن طريق حائل القديم، كما تبعد عن مدينة بريدة 120 كيلومتر على طريق عيون الجواء مرورًا بمركز القوارة، وتكون قصيباء القديمة بالجهة اليسرى. وهناك طريق ثالث حديث ويبدأ من بريدة - دواجن الوطنية يختصر المسافة للوصول إلى قصيباء.
وتنقسم قصيباء في وقتنا الحاضر إلى قسمين:
- القسم الأول: قصيباء الجديدة المسمّى بالمخطط وهو ما يتواجد به السكان بنسبة 97% وهو واجهة البلد.
- القسم الثاني: قصيباء القديمة وهي أساس البلدة وهذه المنطقة عبارة عن منخفض أرضي يمتد من الجنوب إلى شمالًا محاذاة الجال الجبل الغربي في المنطقة السبخة من المنطقة والتي تبلغ أطوالها 7×4 كيلو متر الذي يتعلاه قصر عنترة بن شداد وفي الأراضي الطينية الخصبة للزراعة، ويوجد في قصيباء القديمة العديد من البلدات التابعة لقصيباء من أهمها ام مكرية والمريقب والشقاوية والعقيلة والعمودية والصوال والساقية وأبو نخلة والفرشة والفجور والبليدة والخذماء والخناصة وغيرها.

## الخدمات
يوجد في البلدة معظم الخدمات تقريبًا ومنها: محكمة، هيئة الأمر بالمعروف والنهي عن المنكر، جمعية خيرية، وإمارة، مركز شرطة، مرور، بلدية، مكتب بريد، مستشفى، مركز إشراف تربوي، مكتب تحفيظ القرآن الكريم، محطة تنقية المياه، جهاز صراف آلي، مكتب الأوقاف والمساجد.

## القصور والمباني الأثرية
يوجد في قصيباء عدّة قصور ومن أشهرها:
- قصر الفارس عنترة بن شداد.
- قصر المشقوق أو قصر الراضي الذي بناه راضي بن علي السليمان عام 1250 هـ.